# Modzele pośladkowe

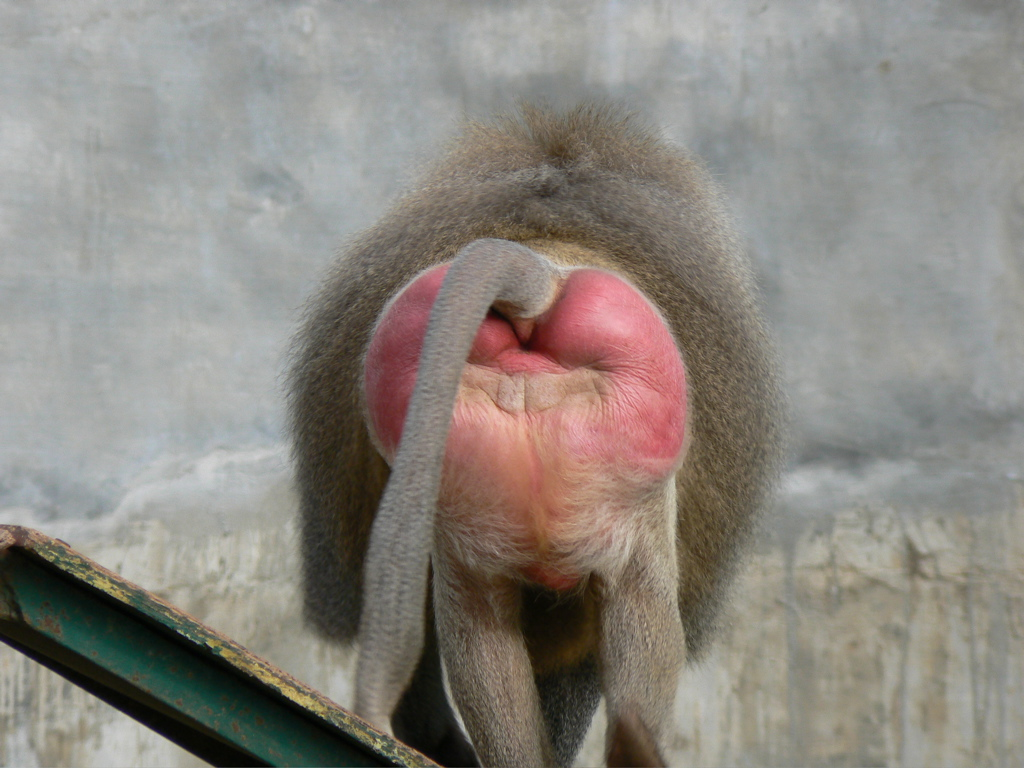
Nagnioty pośladkowe pawiana

Modzele pośladkowe, modzele siedzeniowe, nagnioty pośladkowe lub nagnioty siedzeniowe – modzele występujące w okolicy pośladkowej u niektórych gatunków koczkodanowców i gibonowatych oraz u waleni z rodzaju Eubalaena. Nagnioty siedzeniowe są utworzone ze stwardniałej i pogrubionej skóry po obydwu stronach nasady ogona, są nieowłosione i intensywnie zabarwione – zwykle różowe lub czerwone, u dżelady czarne, a u mandryla szkarłatnofioletowe.